# Université technique Gautam Buddha
L'université technique Gautam Buddha (en hindi : गौतम बुद्ध प्राविधिक विश्विद्यालय, लखनऊ)   est une université d'État situé à Lucknow, Uttar Pradesh en Inde.
Elle a été instituée en 2010 à partir de l'université technique de l'Uttar Pradesh créée en 2000.
Puis en 2013, à l'occasion du retour au pouvoir du Samajwadi Party, elle est réintégrée dans l'université technique de l'Uttar Pradesh.